# Růže nutkanská

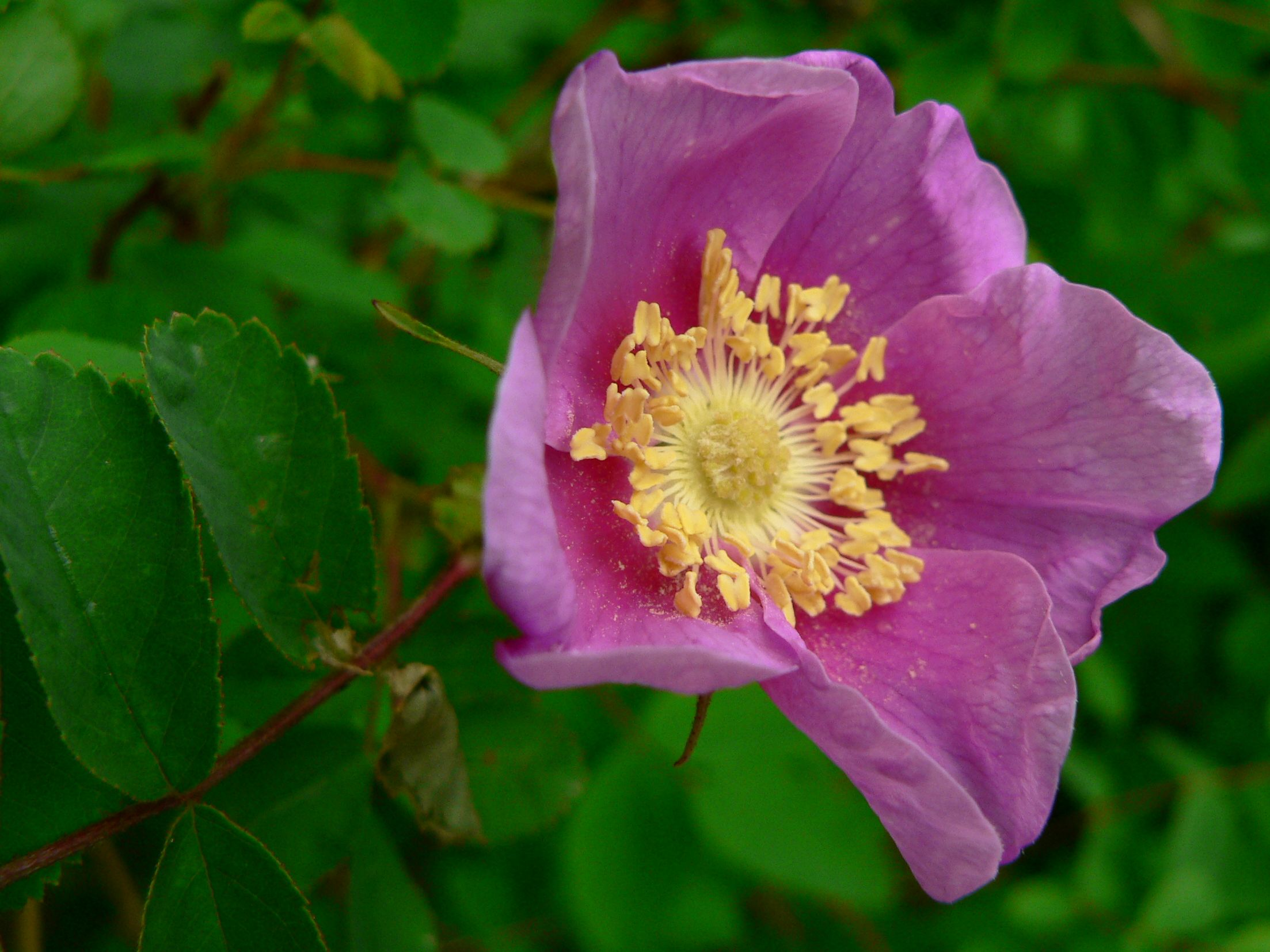
Květ

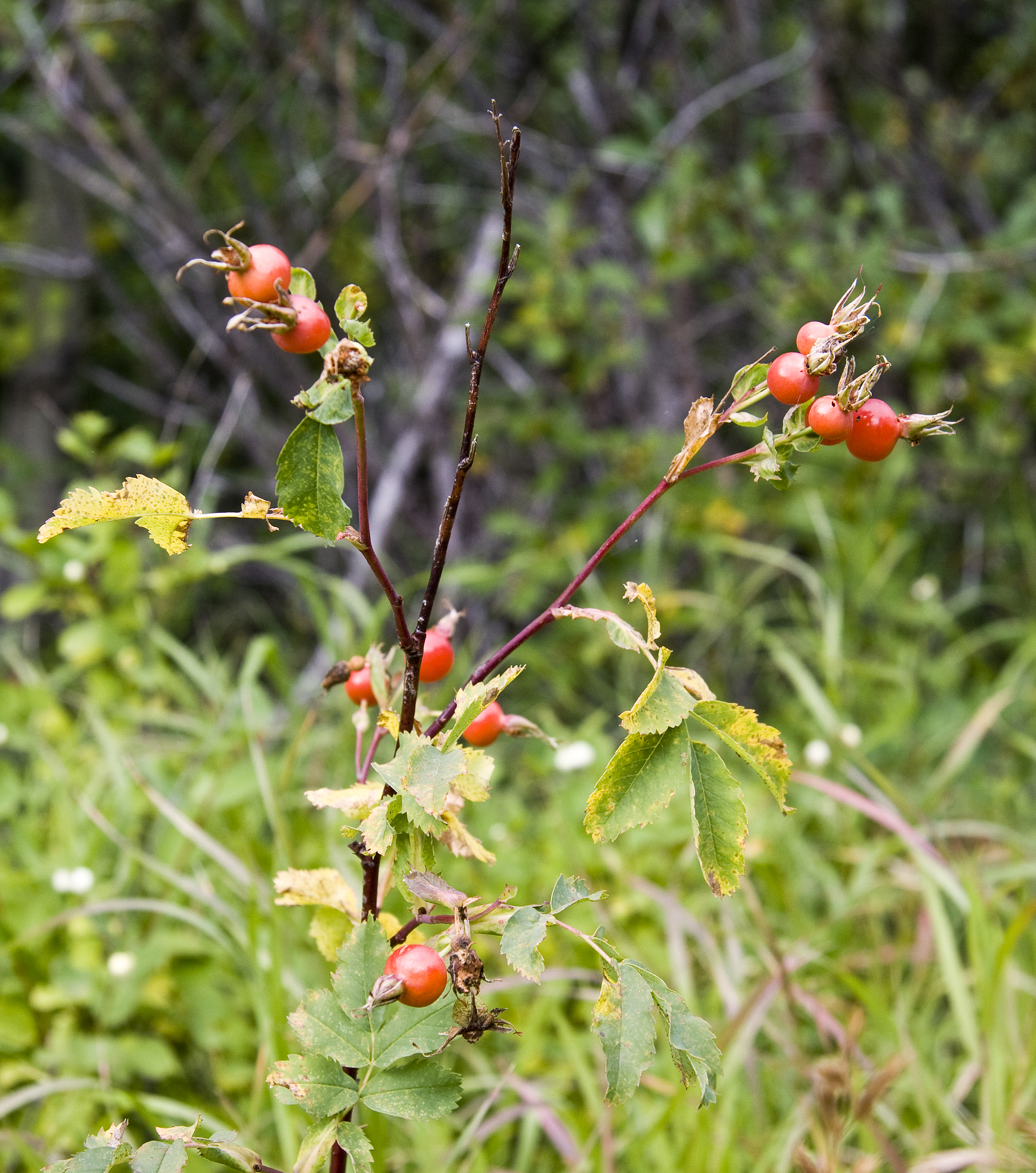
Šípky

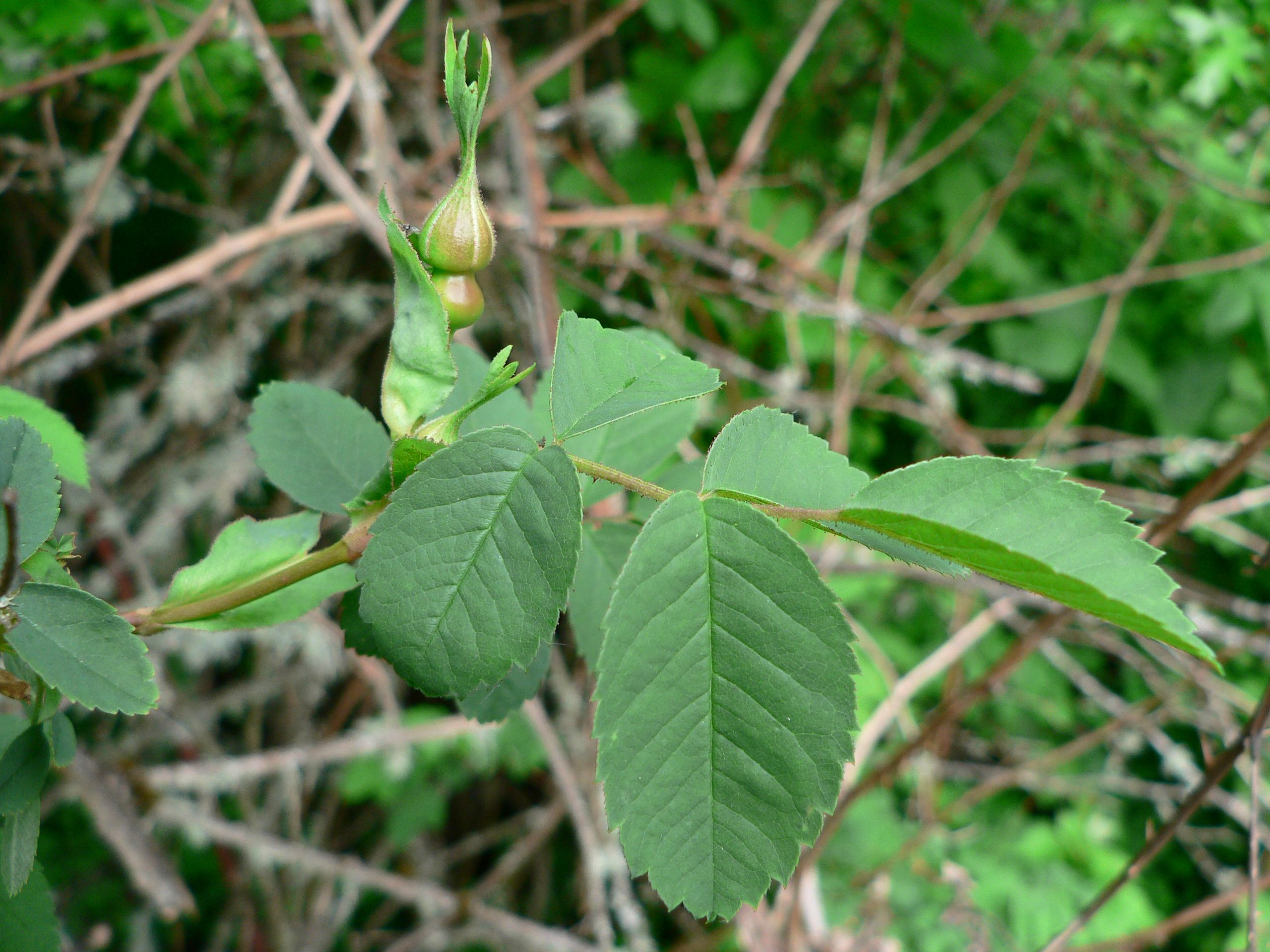
Listy

Růže nutkanská (Rosa nutkana) je opadavá keřovitá dřevina s částečně přímými, ostnitými větvemi kvetoucí počátkem léta růžovými květy, z kterých se po opylení vyvinou červené šípky. Tuto severoamerickou růži, vyrůstající do výšky půl až dvou a půl metrů, popsal podle herbářové položky v roce 1851 český biolog Karel Bořivoj Presl. Růži dal druhové jméno podle nevelkého tichomořského kanadského ostrova Nootka (asi 500 km²), odkud vzorek pocházel.

## Rozšíření
Pochází z oblastí přiléhajících k pacifickému pobřeží na severozápadě Severní Ameriky. Je původním druhem na rozlehlém území od Kalifornie, Oregonu a Washingtonu ve Spojených státech přes Britskou Kolumbií a Severozápadní teritoria Kanady až po poloostrov Aljašku.

## Ekologie
Roste ve vlhčích údolích podél vodních toků nebo v blízkosti mořského pobřeží, dobře snáší i slaný mořský vzduch a je mrazuvzdorná. Nesnáší déletrvající sucho, proto je nejčastěji ke spatření v oblastech s tichomořským oceánským podnebím. Vyskytuje se v lehké, propustné, hlinitopísčité a na živiny bohatší půdě s dostatkem humusu, která může být zásaditá nebo kyselá. Její stanoviště bývá na polostinných okrajích lesů, podstatně méně častěji ve vysýchavých křovinách na nelesních stanovištích. Je polymorfní hexaploidní druh, kvete v červnu až červenci a šípky uzrávají od konce srpna do října.

## Popis
Opadavý, široce polokulovitě rozložitý keř s jen slabě převisajícími větvemi. Z jeho kořenů vyrůstají podzemní výběžky, kterými se rozrůstá do okolí a vzniká tak rozlehlá houština. Tmavě hnědé, slabé, zprvu vzpřímeně rostoucí výhony jsou u země téměř holé a bezlisté, až výše jsou porostlé listy a spoře větvené. Okolo listů starších výhonů vyrůstají zpravidla v párech ploché, široké a rovné ostny, kdežto mladé letorosty jsou jen hrubě štětinaté. Listy jsou řapíkaté, lichospeřené, vyrůstají střídavě a mají dva až čtyři páry eliptických či vejčitých lístků 1 až 5 cm dlouhých. Lístky jsou na vrcholu špičaté až tupé, po obvodě jednoduše nebo dvojitě pilovité se zoubky zakončenými žlázkami. Rubová strana lístků i celé vřeteno listu jsou, stejně jako 1 cm dlouhý řapík, porostlé žláznatými chlupy. Koncové lístky jsou vždy největší.
Květy mající v průměru 4 až 8 cm jsou lilákově růžové až jasně červené, jsou intenzivně vonné a vyrůstají osamoceně nebo vzácně po dvou až třech na postranních větvičkách. Rostou na stopkách 1 až 2 cm dlouhých, mívají jeden až dva vejčité listeny 1,5 cm dlouhé, jsou pětičetné a oboupohlavné. Kališní lístky jsou vytrvalé, lysé, celistvé, kopinaté, dlouhé 1,5 až 4 cm a na konci dlouze zašpičatělé. Korunní lístky jsou růžově zbarvené, obsrdčité a bývají velké 2,5 až 4 cm. Tyčinek bývá v květu mnoho (více než 100), gyneceum je vytvořeno z 28 až 58 plodolistů, čnělky jsou velmi krátké. Květy jsou samosprašné, přenos pyl z prašníků na blizny zajišťuje létající hmyz.
Z opylených květů vznikají kulovité nebo hruškovité šípky velké 1 až 2 cm. Ve zralosti jsou jasně purpurově červené, hladké a na konci mají vztyčené nebo pokleslé vytrvalé kališní lístky. Jsou mírně nahořklé, ale jedlé, mrazem se hořkost vytrácí. Šípek obsahuje 16 až 40 štětinatých nažek, plodů.

## Rozmnožování
Přirozeně se keř růže nutkanské rozšiřuje podzemními odnožemi a semeny (nažkami) ze šípků, které po okolí roznášejí ptáci a drobní savci. Při umělém rozmnožování semeny je nutno mít trpělivost, neboť dlouho klíčí, někdy až dva roky. Keře se také dají úspěšně množit 20 až 25 cm dlouhými rouby z polovyzrálého dřeva s patkou. Zasadí se do studeného skleníku nebo na chráněné stanoviště a obvykle za rok zakoření; další rok na jaře se mohou vysadit na trvalé stanoviště.

## Význam
Občas se sbírají šípky, které se používají čerstvé i sušené na čaj. Obsahují hodně nažek a jen tenkou vrstvu dužiny. Pro lidi nejsou příliš vhodné ke konzumaci za syrova, neboť okolo nažek je vrstva ostrých chlupů, které mohou způsobit podráždění úst a zažívacího traktu. Šípky obsahují mnoho vitamínu A, C, E a jsou dobrým zdrojem esenciálních mastných kyselin, což je u ovoce docela neobvyklé. Obklady z rozdrcených listů se používají ke zmenšení následků včelího bodnutí a extrakt z plodů má inhibiční účinek vůči stafylokoku zvanému  Staphylococcus aureus. Pro občasné zahradnické využití do širokých živých plotů byly vyšlechtěny některé kultivary, například 'Cantab', 'Mander', 'Moores Nutkana' nebo 'Schoners Nutkana'.
Listy jsou živnou rostlinou pro larvy motýlů, například pro babočku osikovou a některé modrásky. Nelze opomenout ani šípky, jež zůstávají na keři a jsou oblíbenou potravou pro drobné živočichy. Samotné keře pak bývají vhodným hnízdištěm pro ptáky i úkrytem drobných savců.